# 劳拉·范德沃特
劳拉·迪安娜·范德沃特（英語：Laura Dianne Vandervoort，1984年9月22日—） 是加拿大女演员。她最为人熟知的角色包括在CTV电视网的青春剧Instant Star中饰演Sadie Harrison、在Syfy频道的超自然剧避风港 (电视剧)中饰演Arla "The Bolt-Gun Killer" Cogan、在CW电视网的电视剧超人前传中饰演超级少女 (卡拉·佐·艾尔)，以及在美国广播公司科幻剧V星入侵中饰演Lisa。2014年，她主演了SPACE (电视频道)的系列电视剧狼女 (电视剧)，这是一齣根据Kelley Armstrong的书《Women of the Otherworld》改编而成的电视剧，她在劇中饰演Elena Michaels。